# Iwan van der Valk
Iwan van der Valk is een Nederlandse sportjournalist, tv-commentator en motorjournalist. Hij geeft tv-commentaar bij motorsporten als MotoGP, WK Superbikes, speedway, motorcross, freestyle motocross, British Superbike Championship en de Dakar-rally.
Tevens was hij speaker bij grote evenementen als de Red Bull Knockout Strandraces. Daarnaast is hij eigenaar en hoofdredacteur van motorfiets websites Nieuwsmotor en Testmotor, nadat hij voor motorbladen Motor en MOTO73 werkte.
Van der Valk werkte van 2009 t/m 2021 bij Eurosport. In 2022 stapte hij over naar Ziggo Sport, waar hij samen met Nigel Walraven commentator bij Moto3 en Moto2 was. Eind 2024 maakte hij bekend te stoppen. 
Hij werkte ook voor Motors TV (later Motorsport.com), en NOS Langs de Lijn, al was dat laatste als radiocommentator bij honkbal.
Van der Valk heeft één zoon, Vasco van der Valk, die op hoog niveau aan motorsport deed, maar inmiddels is gestopt.